# Ryōya Yamashita
Ryōya Yamashita (jap. 山下 諒也, Yamashita Ryōya; * 19. Oktober 1997 in der Präfektur Shizuoka) ist ein japanischer Fußballspieler.

## Karriere
Ryōya Yamashita erlernte das Fußballspielen in der Jugendmannschaft von Júbilo Iwata sowie in der Universitätsmannschaft der Nippon Sport Science University. Seinen ersten Profivertrag unterschrieb er 2020 bei Tokyo Verdy. Der Verein, der in der Präfektur Tokio beheimatet ist, spielte in der zweithöchsten japanischen Liga, der J2 League. Sein Debüt in der zweiten Liga gab er am 23. Februar 2020 im Spiel gegen Tokushima Vortis. Hier wurde er in der 80. Minute für Klebinho eingewechselt. Nach insgesamt 79 Zweitligaspielen für Verdy wechselte er im Januar 2022 zum Erstligaabsteiger Yokohama FC nach Yokohama. Am Ende der Saison 2022 feierte er mit Yokohama die Vizemeisterschaft der zweiten Liga und den Aufstieg in die erste Liga. Am Ende der Saison 2023 musste er mit Yokohama als Tabellenletzter wieder in die zweite Liga absteigen. Nach dem Abstieg verließ er Yokohama und schloss sich im Januar 2024 in Suita dem Erstligisten Gamba Osaka an. Am 24. November 2024 stand er mit Gamba im Endspiel des Kaiserpokals. Hier verlor man 1:0 gegen Vissel Kōbe.

## Erfolge
Yokohama FC
- Japanischer Zweitligavizemeister: 2022  ▲

Gamba Osaka
- Japanischer Pokalfinalist: 2024